# Церковь Девы Марии Розария (Сигневичи)
Церковь Девы Марии Розария (бел. Касцёл Унебаўзяцця Найсвяцейшай Дзевы Марыі) — католический храм в агрогородке Сигневичи, Брестская область, Белоруссия. Относится к Пружанскому деканату Пинского диоцеза. Памятник архитектуры, построен в 1785—1795 годах. Включён в Государственный список историко-культурных ценностей Республики Беларусь (код 112Г000148).
В некоторых источниках, в том числе и в своде памятников истории упоминается, как «Покровская церковь».

## История

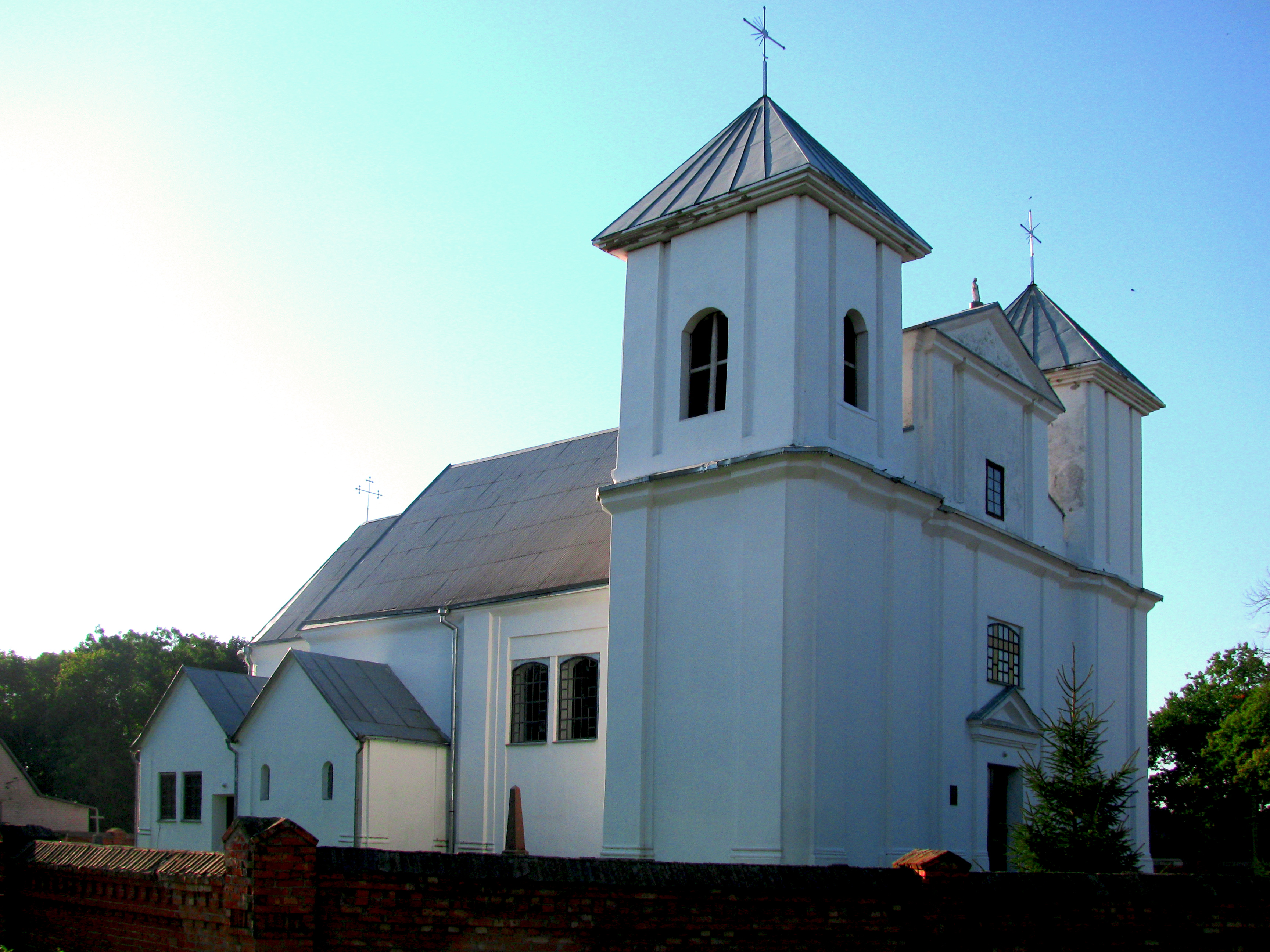

Первый деревянный костел в Сигневичах был основан в 1534 (1548) году Флорианом и Анной Рудаговским. В 1785 году на его месте строится новый кирпичный храм, при котором действовали школа и больница.
В конце XVIII века владельцами усадьбы Сигневичи были Юзеф и Мария Халецкие-Прозоры, в 1785 году они выстроили здесь католическую церковь Девы Марии Розария.
После смерти Юзефа, его тело в 1788 году было захоронено в костёле.
В 1848 году костёл Девы Марии был переделан в православную Покровскую церковь. После Великой Отечественной войны закрыт, в 1989 году возвращён Католической церкви и отреставрирован.
Восстановлен в 1922 году усилиями шляхтичей Лей-Нейгефов при помощи священника Исидора Нидрошлянского. В межвоенное время количество прихожан составляло примерно 1600 человек, в 1938 году достигала 2068 верующих. Работы по восстановлению здания в 1939 году проводил ксендз Долинец, однако после его ареста в 1949 году советские власти превратили храм в склад минеральных удобрений
В 1989 году благодаря усилиям верующих здание было возвращено католической общине. Постройка находилась в плохом состоянии, была полностью разрушена (остались только стены, на которых росли деревья). Усилиями священника В. Косинского и прихожан храма был отремонтирован и реконструирован. 22 октября 1991 года епископом Казимиром Свёнтеком. В 2007 году был занесен в здание Государственный список историко-культурных ценностей Республики Беларусь как объект историко-культурного наследия республиканского значения.

## Архитектура
Храм Девы Марии — памятник архитектуры барокко, ряд специалистов определяют архитектурный стиль, как сарматское барокко.
Храм однонефный с полукруглой апсидой, по бокам которой расположены ризницы, и слабо выраженным трансептом, крылья которого объединены с ризницами в невысоких пристройках. Главный фасад состоит из двух ярусов, по бокам расположены мощные квадратные в плане башни, увенчанные четырёхскатными шатрами. Между башнями по центру фасада находится аттиковый фронтон.
Интерьер зальный с сводчатым перекрытием. Основное зальное помещение соединено арочными проёмами с апсидой и крыльями трансепта. Над нартексом расположены хоры. Боковые стены раскрепованы пилястрами. Декоративная отделка интерьера не сохранилась.